# Gafanhoto-sul-americano
O Gafanhoto-norte-americano (Schistocerca americana) é um gafanhoto de hábitos migratórios, encontrado na América do Norte. Os adultos de tais insetos medem de 45 a 66 mm de comprimento, apresentando coloração pardo-avermelhada e asas amarelo-claras ou róseas. Por vezes se multiplicam enormemente e acabam migrando, causando danos vultosos à agricultura das áreas eventualmente invadidas. Também são conhecidos pelos nomes de gafanhoto-praga, gafanhoto-invasor e gafanhoto-migratório.